# بخش مرکزی شهرستان سپیدان
بخش مرکزی شهرستان سپیدان یکی از بخش‌های شهرستان سپیدان در استان فارس ایران است.

## تقسیمات کشوری
- بخش مرکزی شهرستان سپیدان
  - دهستان خفری
  - دهستان کمهر

شهرها: اردکان.

## جمعیت
بنابر سرشماری مرکز آمار ایران، جمعیت بخش مرکزی شهرستان سپیدان در سال ۱۳۹۵ برابر با ۳۲،۹۲۴ نفر بوده است.